# 石川祐子
石川 祐子（いしかわ ゆうこ、1958年 - ）は日本のボディビルダー。東京都出身。血液型はA型。
日本を代表する女性ボディビルダーの一人で、JBBF女子日本ボディビル選手権に2000年〜2002年の3年連続で優勝。翌2003年も2位という実力者であった。
海外のボディビルダーにも劣らない筋肉量を誇り、初優勝は42歳という遅咲きの選手でもあった。